# 里奥·哈斯
里奥·哈斯（Leo Haas，1901年4月15日—1983年8月13日）是一位德国画家、平面設計師、素素描画家、讽刺漫画家。

## 生活
哈斯生于奥匈帝国西里西亞，1919-22年期間在卡尔斯鲁厄州立艺术学院学习，之后在柏林师从埃米尔·奥尔利克和威利·耶克尔。1926年起，他在维也纳以绘画、平面设计、画讽刺漫画为业，之后又在故乡捷克斯洛伐克奥帕瓦工作。
德國佔領捷克斯洛伐克后，出身犹太中产家庭的哈斯被送入集中营。后来，该营中的500名囚犯被送回故乡，哈斯就是其中之一。
1942年秋末，哈斯和妻子被送进特雷西恩施塔特隔都，哈斯在隔都中加入了以来自布拉格的贝德里希·弗里塔为首的艺术家圈子。1944年，隔都的盖世太保军官们将艺术家们抓获，艾希曼曾亲自主持审讯。艺术家及其家人们被关进了监狱，之后被关进其他集中营。哈斯是特雷西恩施塔特隔都画家们中唯一活过监禁的人。就在即将被抓走受审之前，画家们一同绘制了上百张画作。
1944年10月28日，哈斯被关进奥斯威辛集中营，犯人编号199885。他在营中依旧设法继续畫画。1944年11月27日，哈斯被转移至萨克森豪森集中营。他在那里负责伪造英国邮票。至战争末期，伪造英國郵票小组的犯人们和他们的印刷机先后被转入毛特豪森-古森集中營和伊本齐集中营Ebensee concentration camp。1945年5月6日，美军部队抵达，犯人们被解救。
1945年后，哈斯和同样熬過了集中营的妻子埃尔娜（Erna）在布拉格定居，从事印刷工作。哈斯的妻子因曾在奥斯维辛集中營被迫接受納粹人體實驗而患病，最终死于1955年。
自1955年起，哈斯居在东柏林定居，並为《新德意志报》等报刊杂志绘制漫画。
哈斯最終在东柏林去世，享年82岁，墓地位於腓特烈斯费尔德中央公墓。